# Afera szpiegowska w Formule 1

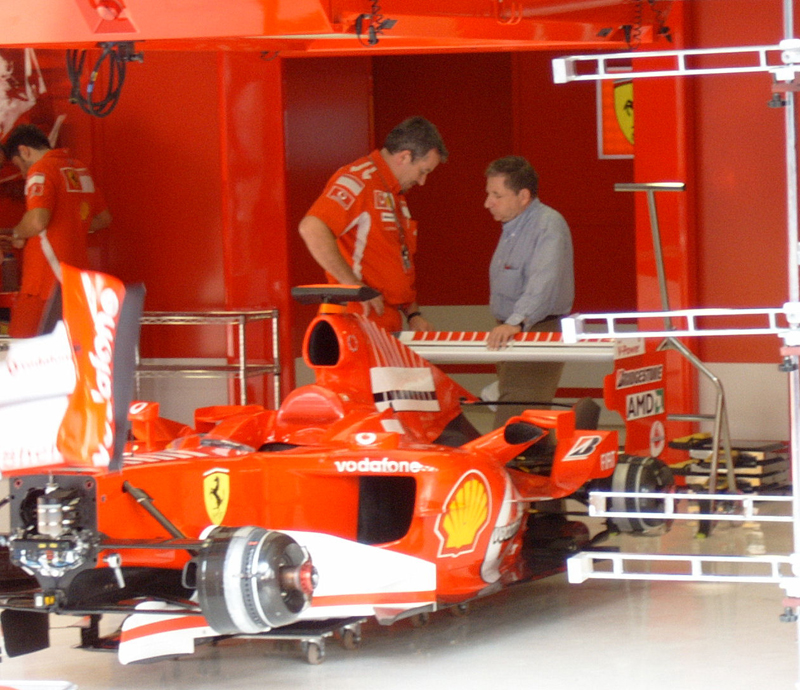
Nigel Stepney i Jean Todt

Afera szpiegowska w Formule 1 (zwana też Stepneygate lub Spygate) – niezgodne z prawem działania mające charakter afery, jaki miały miejsce w Formule 1 w 2007 roku.

## Początek afery
Sprawa została wykryta w czerwcu 2007 roku. Jeden z szefów McLarena, Mike Coughlan, otrzymywał informacje techniczne od Ferrari. Osobą najbardziej zamieszaną w sprawę związaną z Ferrari był były kierownik techniczny tego teamu Nigel Stepney, który został oskarżony o przekazywanie tajnych informacji McLarenowi. W wyniku przeprowadzonego dochodzenia odkryto w domu Coughlana 780-stronicowy dokument zawierający szczegóły techniczne samochodów Ferrari.
Przed Grand Prix Monako na zbiornikach z paliwem Ferrari znaleziono niezidentyfikowany biały proszek. Zespół poprowadził dochodzenie i odkrył podobną substancję w kieszeni spodni Nigela Stepneya. Ten tłumaczył się, że proszek został mu podrzucony, gdy brał prysznic, a prawdziwy sabotażysta nadal jest w Ferrari. Zespół wytoczył proces przeciwko swojemu pracownikowi, aż w końcu 3 lipca zwolnił go.

## Stanowisko McLarena

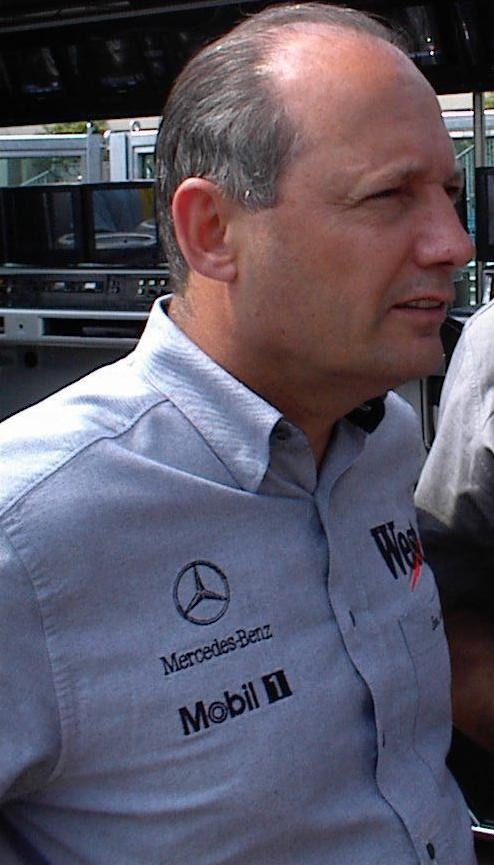
Ron Dennis

McLaren również przeprowadził wewnętrzne dochodzenie i 4 lipca wydał następujące oświadczenie:

McLaren ukończył drobiazgowe śledztwo i potwierdza, że żadna intelektualna własność Ferrari nie została przekazana innej osobie w zespole, a także wykorzystana przy konstrukcji bolidu.

Sprawą zajęła się Fédération Internationale de l’Automobile. Organizacja ta skupiła się jedynie na dwóch regulaminach – sportowym i technicznym, bowiem aspekty prawne miały rozstrzygnąć sądy we Włoszech i Wielkiej Brytanii.
6 lipca Ron Dennis, szef i współwłaściciel McLaren Group, zapewnił, że sprawa dotyczy tylko i wyłącznie Mike’a Coughlana, a żadne intelektualne własności należące do innych nie zostały wykorzystane przy budowie bolidu MP4-22; zapewnił też o pełnej współpracy z FIA i Ferrari, aby wyjaśnić całą sprawę. Brytyjczyk był przekonany, że Międzynarodowa Federacja Samochodowa nic nie znajdzie i oczyści zespół McLaren ze stawianych zarzutów.
W sprawie nieoczekiwanie pojawił się zespół Honda Racing F1, ponieważ Stepney i Coughlan chcieli przejść do tego zespołu. Ślad ten został sprawdzony, ale nie stał się głównym wątkiem śledztwa FIA.

## Dochodzenie FIA
10 lipca odbyło się przesłuchanie Coughlana. Okazało się, że o całej sprawie wiedział także dyrektor zarządzający McLarenem – Jonathan Neale. W ten sposób można było podważyć teorię, że tylko Coughlan wiedział o tajnych dokumentach Ferrari; pojawiła się jednak wątpliwość, czy Neale wiedział o całej sprawie przed wybuchem afery, czy dowiedział się o dokumentach później.
12 lipca FIA wezwała przedstawicieli McLarena na nadzwyczajne przesłuchanie przed Światową Radą Sportów Motorowych, które zaplanowano na 26 lipca w Paryżu w celu wyjaśnienia zarzutów, jakie zostały postawione zespołowi. Oświadczenie FIA w sprawie wezwania McLarena na posiedzenie Światowej Rady Sportów Motorowych brzmiało:

Reprezentanci zespołu zostali wezwani, aby odpowiedzieć na oskarżenie, że między marcem i lipcem 2007 roku w naruszeniu Artykułu 151c Międzynarodowego Kodeksu Sportowego, Vodafone McLaren Mercedes był w posiadaniu nieautoryzowanych dokumentów i poufnych informacji należących do Scuderii Ferrari Marlboro, które mogłyby być użyte podczas projektowania, budowy, sprawdzania, testowania, rozwijania i / lub uruchamiania bolidu Formuły 1 przygotowanego przez Ferrari na sezon 2007.

## Wypowiedzi Dennisa i Ecclestone’a
Po Grand Prix Wielkiej Brytanii Ron Dennis powiedział:

Nie miałem nigdy wiedzy, a na pewno przez ostatnie miesiące, aby kiedykolwiek była użyta własność intelektualna innych osób. Nie ma tego w naszym bolidzie. Jestem pewny, że FIA potwierdzi to teraz, albo w przyszłości i to jest kluczową wiadomością.

Szef Formuły 1, Bernie Ecclestone zaczął bronić McLarena, nazywając całą sprawę nonsensem:

Nie uważam, aby ktoś podjął jakąś decyzję dotyczącą mistrzostw świata bez szczegółowego przebadania całej sprawy. Mam nadzieję, że wszystko jest dobrze i wszystko okaże się całkowitym nonsensem. Dobrze by się stało, gdyby to nigdy nie miało miejsca, a przede wszystkim wszystko się wyjaśniło i każdy byłby zadowolony. Było tyle gadania o całej tej sprawie, że skutecznie odciągnęło to uwagę od tego, co się dzieje na torach.

## Wyrok
W rozprawie, która odbyła się 26 lipca w Paryżu, zespół McLaren został uznany za winnego złamania artykułu 151c Międzynarodowego Kodeksu Sportowego, ale żadna kara nie została mu wymierzona, gdyż FIA uznała, że dowody są niewystarczające.

WMSC potwierdza, że zespół Vodafone McLaren Mercedes był w posiadaniu poufnych informacji Ferrari, a to jest naruszeniem artykułu 151c Międzynarodowego Kodeksu Sportowego. Jednak nie ma wystarczających dowodów, że te informacje zostały wykorzystane w sposób, który mógłby wpłynąć na wynik Mistrzostw Świata Formuły 1. Dlatego nie nałożono żadnej kary.

Jednak, jeżeli znajdą się w przyszłości dowody, że informacje Ferrari były użyte ze szkodą dla mistrzostw, to rezerwujemy sobie prawo, aby zaprosić Vodafone McLaren Mercedes ponownie przed WMSC, gdzie będzie mu grozić wykluczenie nie tylko z sezonu 2007, ale także 2008.

Wyrok ten zbulwersował m.in. Flavio Briatore (Nie wiem co się stało. Dlaczego Międzynarodowa Rada Sportów Motorowych stwierdziła, że nie ma mocnych dowodów? Dlaczego McLaren nie został ukarany za posiadanie dokumentów Ferrari?) czy prezydenta Włoskiej Federacji Samochodowej, Luigi Macaluso, który postanowił napisać do Maxa Mosleya list wyrażający niezrozumienie dla wyroku, w odpowiedzi na co Mosley oznajmił, że sprawę przekaże do Międzynarodowego Sądu Apelacyjnego FIA, gdzie odbędzie się wysłuchanie zainteresowanych stron. Co zrozumiałe, z wyrokiem nie zgadzało się w szczególności Ferrari, które rozważało pozwanie McLarena do sądu.

## Wznowienie śledztwa i kara

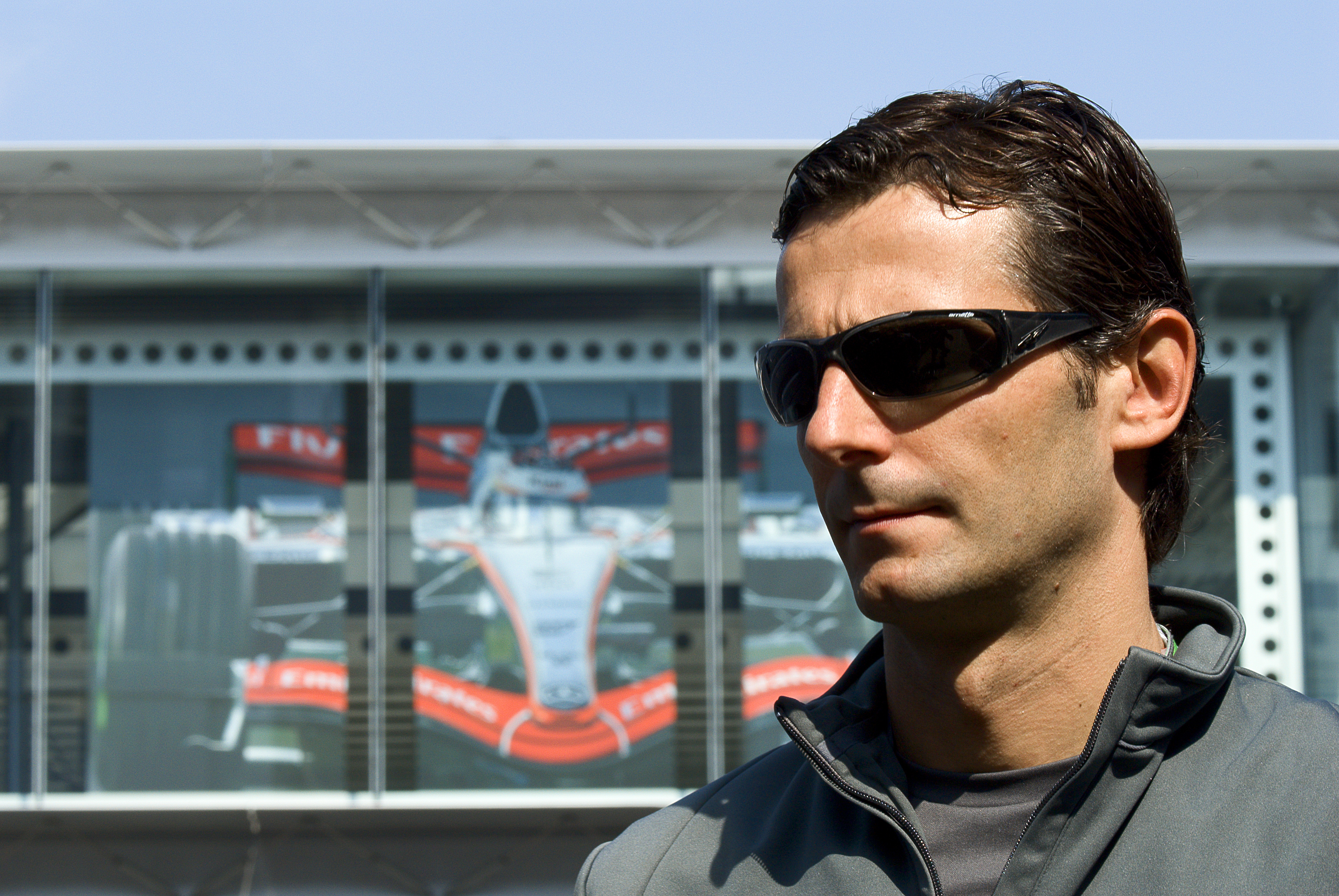
Pedro de la Rosa

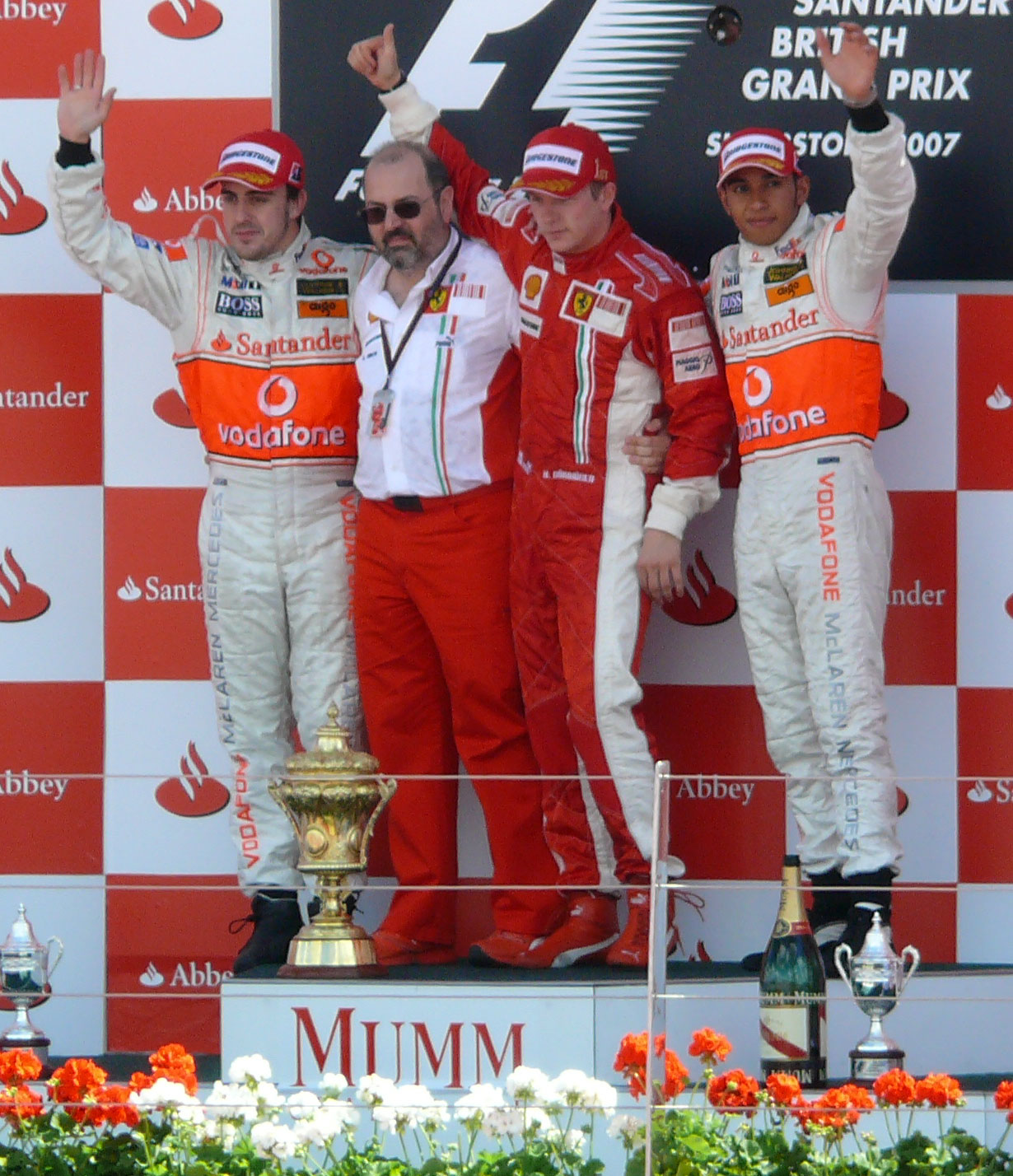
Pierwszy od lewej na podium – Fernando Alonso

W odpowiedzi na te głosy niezadowolenia 30 lipca FIA postanowiła wznowić śledztwo. Ferrari zostało "uspokojone" dopiero oświadczeniem Mosleya:

Ferrari cieszy się z decyzji Prezydenta FIA, która jest rozsądna. FIA poprawnie uznała, że Ferrari jako zainteresowana strona musi mieć pełne prawa w procesie, a tak nie było podczas przesłuchania przed Międzynarodową Radą Sportów Motorowych.

7 sierpnia kolejny raz przemówił Flavio Briatore. Powiedział on, że widzi brak doświadczenia zespołów dotychczas jeżdżących na oponach Michelin, a przed sezonem przechodzących na nową specyfikację opon Bridgestone (Michelin po sezonie 2006 wycofało się z Formuły 1) i że mając dokumenty Ferrari, zapoznałby się z rozkładem masy i pojemnością zbiornika. Zaatakował też Rona Dennisa, mówiąc:

Dennis mówi, że on jest czysty, ale trudno mu wierzyć. Nie, nie wierzę w jego dobre słowa. W zespole każdy wie wszystko.

Dodatkowo skrytykował Dennisa za brak zdecydowanej reakcji na zachowanie Coughlana. Briatore uważał, że Dennis powinien zwolnić ze skutkiem natychmiastowym swojego głównego projektanta, a nie tylko go zawiesić:

To jest niezmiernie poważna sprawa, że on [Coughlan – przyp.] nie został jeszcze zwolniony. Wszyscy menadżerowie powinni powiedzieć, że w F1 nie ma już miejsca dla osób takiego pokroju.

6 września Międzynarodowa Federacja Samochodowa poinformowała, że ma nowe dowody w aferze szpiegowskiej, ale nie ujawniła, jakie są to dowody. Jednocześnie poinformowała władze teamu McLaren-Mercedes o tym, że podejrzewa jego kierowców o udział w aferze szpiegowskiej. Chodziło o Pedro de la Rosę i Fernando Alonso – wyszły na jaw informacje, że przed rozpoczęciem sezonu wymieniali się oni za pomocą e-maili, SMSów czy rozmów telefonicznych uwagami dotyczącymi danych technicznych Ferrari.
Na 13 września wyznaczono posiedzenie FIA w celu ponownego przeanalizowania dowodów.

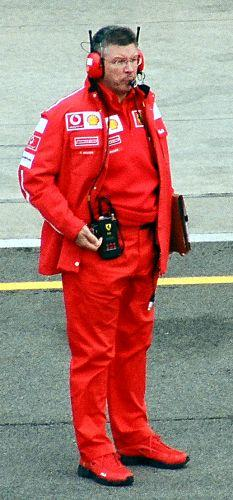
Ross Brawn

13 września do Paryża przybyły zainteresowane strony. McLarena reprezentowali Ron Dennis, Jonathan Neale, Norbert Haug, Lewis Hamilton i Pedro de la Rosa, a Ferrari – Jean Todt i Ross Brawn. Obrady rozpoczęły się o godzinie 9:30. Około 17:30 pojawiła się informacja mówiąca o wykluczeniu McLarena z sezonu 2007 i 2008, co byłoby najsurowszą karą dla zespołu Formuły 1 w historii (jak dotąd najsurowszą karą było wykluczenie z sezonu 1984 Tyrrella za stosowanie niedozwolonego balastu). Jednak po paru minutach pojawiły się wątpliwości i nie było to takie pewne. Około 19:00 dotarła oficjalna informacja o karze wymierzonej zespołowi McLaren – 100 milionów dolarów grzywny i odebranie wszystkich punktów w klasyfikacji konstruktorów w sezonie 2007. FIA postawiła kierowcom warunek – będą mogli nadal rywalizować o mistrzostwo świata kierowców, ale będą musieli współpracować z FIA celem wyjaśnienia całej sytuacji.
1 listopada Max Mosley ostrzegł McLarena, że jeśli w ich przyszłorocznym bolidzie zostaną znalezione ślady pomysłów wykradzionych z Ferrari, zespół może rozpocząć sezon z ujemnym bilansem punktowym. W tym celu w grudniu postanowiono poddać bolidy szczegółowym badaniom przez grupę niezależnych ekspertów.

## McLaren kontra Renault F1
W późniejszym okresie McLaren pozwał zespół Renault F1 za wykradanie ich własności intelektualnej. W centrum afery znalazł się były pracownik McLarena, Phil Mackareth, który wyniósł dane McLarena na 11 dyskietkach. Po przeprowadzeniu dochodzenia 6 grudnia 2007 FIA wydała werdykt:

Światowa Rada Sportów Motorowych uznała ING Renault F1 winnym złamania artykułu 151c Międzynarodowego Kodeksu Sportowego, ale nie nałożyła na zespół żadnej kary. Dokładne uzasadnienie wyroku zostanie opublikowane 7 grudnia, podobnie jak protokoły z posiedzenia Rady.

W związku z tym werdyktem Renault wyraziło zadowolenie.
8 grudnia Max Mosley przyznał, że istnieją wątpliwości, jakoby bolid na sezon 2008 – McLaren MP4-23 – był całkowicie legalny.
13 grudnia wyszedł na jaw list (datowany na 5 grudnia), w którym McLaren przeprosił Ferrari, FIA i kibiców.

Aby uniknąć możliwości, że dane należące do Ferrari będą miały wpływ na nasze wyniki w 2008, McLaren proponuje uzgodnienie okresu zamrożenia elementów związanych z tymi trzema systemami.

W wyniku afery McLaren przeprowadził audyt procedur wewnętrznych dotyczących rekrutacji nowych pracowników. Wyniki i propozycje zostały przekazane FIA i McLaren zaproponował prezentację ich wdrożenia.

McLaren chciałby publicznie przeprosić FIA, Ferrari, całą społeczność Formuły 1 i wszystkich kibiców oraz zapewnić, że wprowadzone zmiany zagwarantują, że taka sytuacja nie będzie miała miejsca w przyszłości. McLaren zgodził się pokryć wszelkie koszty związane z inspekcją FIA.

McLaren chciałby zamknąć sprawę afery szpiegowskiej, aby móc skoncentrować się na przyszłym sezonie.

Ferrari przyjęło przeprosiny McLarena, ale ogłosiło, że nie wycofa spraw z sądów.
14 grudnia eksperci FIA, którzy przeprowadzili inspekcję przyszłorocznego bolidu McLarena, ogłosili, że zespół ten od samego początku planował użyć informacji wykradzionych z Ferrari przez Nigela Stepneya i Mike’a Coughlana (w ujawnionym raporcie utajniono nazwiska i nazwy konkretnych elementów bolidu):

[...] system został przeanalizowany i przygotowany na podstawie tajnych danych należących do Ferrari.

Chociaż jeden ze starszych menedżerów zespołu zdecydował o wstrzymaniu prac nad elementem, po tym jak afera szpiegowska wyszła na jaw, McLaren planuje użyć [...] w bolidzie na sezon 2008.

[...] mechanizm, nad którym McLaren pracował od 3 maja 2007 roku – od czasu spotkania pomiędzy Coughlanem i Stepneyem – ma znaleźć się w przyszłorocznym bolidzie pomimo że istnieją podejrzenia, że powstał on na podstawie informacji wykradzionych z Ferrari.

Na podstawie lektury e-maili wywnioskowano [FIA weszła w posiadanie e-maila z 13 maja, w którym inżynierowie dyskutują o rozstawie osi bolidu Ferrari – dop.], że [...] wiedzieli, że tajne dane były wykradane z Ferrari przez szpiega. Dane te miały być użyte do projektu bolidu McLarena w sezonie 2007 i 2008.

18 grudnia 2007 FIA oficjalnie zakończyła aferę szpiegowską, głównie poprzez wspomniany już wcześniej list McLarena z przeprosinami. Mimo to Ferrari zapowiedziało ponownie, że nie wycofa spraw z brytyjskich i włoskich sądów.

## Komentarze
Po aferze szpiegowskiej pojawiły się różne komentarze. Mario Andretti stwierdził, że afera ta nie zaszkodzi Formule 1 i nie będzie mieć wpływu na jej popularność (Niewielu ludzi w ogóle wie, o co w tym wszystkim chodzi. Może się wydawać, że afera negatywnie wpłynęła na wiarygodność F1, ale tak naprawdę przede wszystkim przyciągnęła ogromną uwagę, co przecież nie jest wcale takie złe. [...] Zarówno McLaren jak i FIA są wystarczająco sprytne, aby wylizać rany i iść dalej. W końcu mamy za sobą fascynujące mistrzostwa, co było zasługą między innymi Lewisa Hamiltona). Juan Pablo Montoya stwierdził, że McLaren będzie odczuwał skutki afery w sezonie 2008 (Zobaczymy, co się stanie z McLarenem. Wszystko, co będą robić, będzie dokładnie analizowane. Na każdym kroku będą musieli się dokładnie zastanowić, czy to co robią, nie jest inspirowane dokumentacją Ferrari. Będzie bardzo ciekawie). Podobnie stwierdził Niki Lauda (McLaren zamiast pracować nad nowym bolidem, wciąż musiał myśleć o dochodzeniu FIA i z pewnością poświęcił kilka ciekawych pomysłów) czy Damon Hill (McLaren w dalszym ciągu będzie pod ogromną presją, a to, podobnie jak w poprzednim sezonie, może mieć wpływ na wynik mistrzostw). Odmienne zdanie na ten temat miał natomiast Martin Whitmarsh z McLarena (Zamroziliśmy rozwój nowego bolidu w trzech obszarach, aby uniknąć wątpliwości i pytań, czy czasem afera szpiegowska nie miała wpływu na wyniki w 2008. Cieszymy się, że afera nie miała wpływu na przygotowanie zeszłorocznego i tegorocznego bolidu, ale jesteśmy świadomi, że w naszym interesie jest, aby pewne pytania nie pojawiły się ponownie).